# Небка
Небка, Санахт — давньоєгипетський фараон з III династії.

## Ім'я
Санахт згадується на пам'ятниках під горовим іменем. Інші його імена невідомі, хоча існує фрагмент печатки з мастаби К2 у Бет-Халлафі, на якому зображено серех фараона перед нижньою частиною картушу. Оскільки знак у картуші нагадує архаїчний знак — Ка (К3), відновлено його ім'я як Небка.
Хоча Абідоський і Туринський списки фараонів записують Небку на початок III династії, між Хасехемуї та Джосером, чтце суперечить археологічним доказам.

## Правління
Зібрання печаток з мастаби у Бет-Халлаф припускає, що Санахт ішов за Джосером, однак схоже, що безпосереднім наступником Джосера став Сехемхет, будівничий другої ступінчастої піраміди в Саккарі. Таким чином виходить, що Санахт є другим наступником Нечеріхета. У Туринському папірусі наступником Сехемхета названий Худжефа. Якщо враховувати епіграфіку печаток — написів із Бет-Халлафа, Небка був безпосереднім попередником фараона Хуні.
Печатки-написи з іменем царя були знайдені у ранньодинастичній будівлі на острові Елефантина.
Небка здобув перемогу в районі мідних копалень на Синайському півострові над бедуїнами, про що свідчать його написи та зображення в районі сучасного Ваді-Магкара, де фараон зображений у звичайній сцені тріумфу. Цар у короні Нижнього Єгипту завдає удару полоненому ворогу, фігура якого не збереглась, із написом, що означає найдавнішу назву Ваді-Магкара. Далі знову зображений цар з короною Верхнього Єгипту на голові. Перед ним штандарт бога Упуаута й напис — «Стоянка царя у божественній залі соколиного божества в Нехені».
Неподалік від Абідоса є велика мастаба з цегли-сирцю з домішками вапняку, в якій було виявлено ім'я Санахта й рештки, що можна вважати рештками фараона. Манефон повідомляє, що той правитель (названий у нього Месокрісом) був дуже високим.